# Nicolas-Antoine Coulon de Villiers
Nicolas-Antoine Coulon de Villiers (Mantes-la-Jolie, 1683 – Green Bay, 1733) è stato un militare francese.
Figlio di Raoul-Guillaume e di Louise de La Fosse, la famiglia di Nicolas-Antoine era di origine nobile. Arrivato in Nuova Francia nell'estate del 1700 iniziando la sua carriera militare. Nel 1705 contrasse il suo matrimonio con Angélique Jarret de Verchères dalla quale ebbe tredici figli.
Nel 1715 venne promosso ad ufficiale e nel 1725 prestò servizio in Illinois. Nel 1730-31, insieme a Nicolas-Joseph de Noyelles de Fleurimont e Robert Groston de Saint-Ange intraprese una spedizione vittoriosa contro gli indiani Fox. Dopo questo successo venne promosso dal governatore Beauharnois capitano dell'avamposto della Baie-des-Puants (attuale Green Bay). Coulon de Villiers non poté godere delle sue funzioni poiché già nel settembre del 1733 si trovò nuovamente a scontrarsi con i Fox, dove venne ucciso insieme a un suo figlio e a un suo genero.